# كلوني - السوربون (مترو باريس)
كلوني - السوربون (بالفرنسية: Cluny – La Sorbonne)‏ هي محطة مترو تابعة لمترو باريس تقع في فرنسا في الدائرة الخامسة في باريس.[بحاجة لمصدر]